# Direction des Unités Spéciales
 (juillet 2023).
La Direction des unités spéciales (aussi abréviée « DSU » pour Directorate of Special Units), est une unité de la police belge, dépendant de la Police fédérale.
Elle regroupe les différentes unités spéciales belges chargées des missions de surveillance, de protection, d'arrestation et d'intervention spécialisées en matière de criminalité organisée et de terrorisme.
Elle était anciennement nommée « Commissariat général des unités spéciales », avant 2007.

## Historique

Ancien emblème du CGSU

En 1972, à la suite de la sanglante conclusion de la prise d'otages des Jeux olympiques de Munich, le gouvernement belge donne l'ordre à la gendarmerie de créer une unité « apte à faire face à ce genre de situation ». La brigade Diane (du nom de la déesse romaine de la chasse) est mise sur pied au sein de la Légion mobile. En 1974, l'unité est rebaptisée Escadron spécial d'intervention ou « ESI ». En 1976, l'unité est complétée par une unité d’observation, officialisée en 1980.
En 1985, l'ESI est complétée par des unités décentralisées, les pelotons « POSA » (Protection, Observation, Soutien, Arrestation), créés à Bruxelles, Gand, Anvers, Charleroi et Liège. Chaque POSA couvre deux provinces, sauf celle du Brabant, alors unitaire, qui dépend de Bruxelles. En 1992, l'équipe d'identification des victimes de désastres (DVI) et le POSA de Bruxelles rejoignent l'ESI, puis, en 1995, tous les POSA sont rendus dépendants fonctionnellement de l'ESI et le recrutement, la sélection et la formation des unités sont rendus communs. Après la réforme des polices de Belgique en 2001, l'organisation devient la Direction des Unités Spéciales (Directie Speciale Eenheden ou DSU), après fusion avec la 23e Brigade de la police judiciaire. L'escadron en lui-même devient les Unités spéciales. En 2007, elle est renommée CGSU (Commissariat Général Special Units), pour plus tard, finalement redevenir la DSU.
Leurs devise : "Ultima Ratio", traduite littéralement par "ultime recours (ou argument)"

## Recrutement

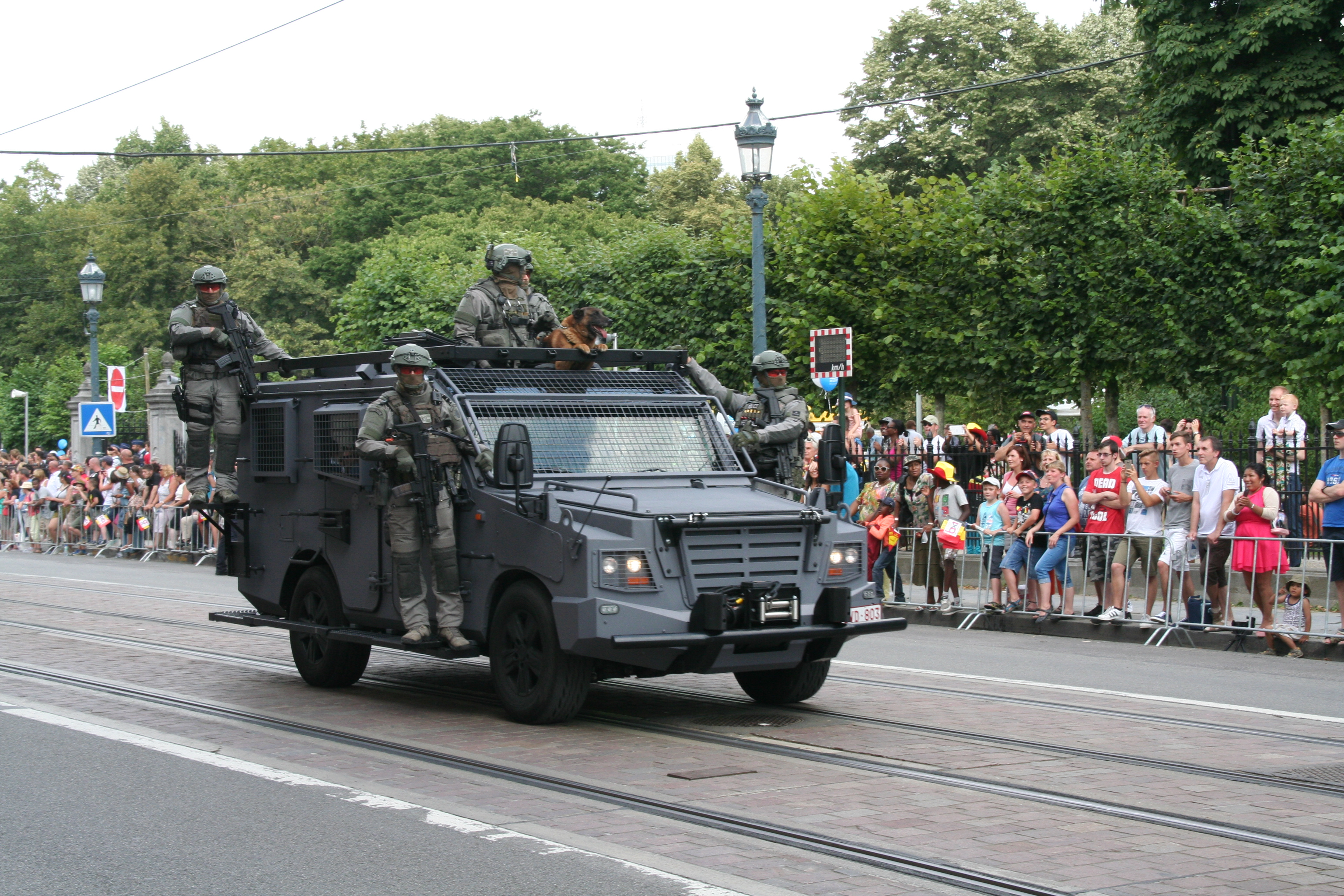
Membres des unités spéciales lors du défilé national en 2016

En 2012, la direction des Unités Spéciales est composée de 512 membres : 450 fonctionnaires de police et[réf. nécessaire] 62 civils. Le recrutement se fait parmi les policiers selon des critères physiques et psychologiques particulièrement sévères. L’évolution et l’augmentation de la criminalité au cours des années 1990 exigent des membres des Unités spéciales l’apprentissage de techniques et de tactiques très spécifiques. La cellule Formation est alors créée en 1992 afin de répondre à ce besoin. Depuis lors, cette dernière est responsable de la sélection et de la formation de tous les membres du personnel des Unités spéciales. En fonction du profil exigé, des tests de sélection spécifiques ont été déterminés. Ceux-ci varient en longueur et en intensité ce qui permet de tester les différentes compétences. Lorsque le candidat réussit cette phase de sélection, il est amené à suivre une formation dont la durée peut varier de quelques semaines à 9 mois. Cette formation initiale est ensuite complétée par une formation continue permettant aux membres des Unités spéciales de rester à jour sur les dernières techniques et tactiques d'interpellation.

## Services
Au sein de DSU, plusieurs services sont actifs. Ces derniers travaillent régulièrement ensemble même s’ils ont chacun des tâches spécifiques.

### Intervention
Certaines missions telles que des interventions auprès de personnes retranchées ou encore lors de prises d’otages, d’enlèvements, d’extorsions font partie des tâches de ce service. À côté de cela, ce service effectue d’autres missions telles que des arrestations complexes sur la voie publique, des renforts lors de perquisitions, des transferts de détenus dangereux ou des protections de personnes. Afin de mener à bien ces missions, des formations supplémentaires sont prévues et une vaste gamme de moyens spéciaux est disponible (armes spéciales pour tireurs d’élite, chiens détecteurs d’explosifs et chiens d’attaque, par exemple). On procède aussi à des entraînements dans des situations et des conditions difficiles. Il existe également une étroite collaboration avec des unités anti-terrorisme de pays voisins.

### Observation
Ce service a été créé afin de renforcer et de soutenir le service Intervention. Les missions initiales de ce service étaient des filatures discrètes et des protections de VIP. Le service central situé à Bruxelles joue également un rôle dans la récolte d’informations en matière de terrorisme et de situations de crise. Les spécialités du service observation sont :  
- La cellule « Négociateurs » : ceux-ci interviennent lors de la gestion de situations de crise telles que les prises d’otages, les extorsions et les enlèvements ;
- Motards : pratique pour se déplacer rapidement dans des grandes villes ;
- Tracking : utilisation des techniques de moyens de localisation en appui à l’observation ;
- Camouflage : effectuer une observation statique le plus discrètement possible au moyen d’un camouflage ;
- Appui technique : placement de moyens techniques spécifiques tels que des caméras et ce, en appui direct à l’observation.

### Chiens
Depuis 1984, les Unités spéciales utilisent des chiens sur des terrains différents. En 2012, les Unités spéciales disposent de huit chiens détecteurs d’explosifs opérationnels permettant la recherche d’explosifs, de douilles ou encore d’armes à feu. Les Unités spéciales disposent également de deux chiens d’attaque capables de neutraliser des personnes dangereuses.

### National Technical Support Unit(NTSU)
En 1996, le « National Technical Support Unit (NTSU) » est mis sur pied. Ce service a pour mission principale d’appuyer techniquement les autres composantes de l’ESI ainsi que d’assurer des dossiers judiciaires sensibles. À la suite de la spécialisation dans des domaines techniques de plus en plus pointus, ce service appuie efficacement le pilier judiciaire dans des domaines aussi divers que l’interception des communications, la localisation et les formes discrètes de prises de vue. En 2012, la mission prioritaire du NTSU réside dans le placement discret de moyens techniques. Le NTSU est également responsable de la gestion centralisée des données récoltées grâce à ces moyens et ce, afin de rendre celles-ci les plus accessibles possible pour les services d’enquête. NTSU est aussi chargé du suivi des innovations technologiques et leur intégration dans les missions de la DSU. Le NTSU est organisé en trois piliers :
- Placements techniques et tactiques : placement discret et secret de moyens techniques ;
- R&D/Appui opérationnel : entre autres, appui informatique, camouflage des moyens techniques, etc.
- Gestion des données : récolte et redistribution des données techniques récoltées.

### Team Undercover(UCT)
Le team Undercover est composé d’une quarantaine de membres qui sont principalement engagés dans la lutte contre la criminalité grave et organisée. À la suite de l'évolution et l’adaptation permanentes des stratégies par les criminels, l’UCT doit, tout comme les autres services de la DSU, sans cesse ajuster ses techniques et ses tactiques. Une internationalisation de la criminalité organisée est également remarquée. C’est ce qui rend indispensable une bonne collaboration avec les teams Undercover étrangers.
Le « Relocation and Protection Team » fait également partie de l’UCT. Ce service est chargé d’effectuer les mesures de protection particulières pour les témoins menacés.

### Disaster Victim Identification Team
Le « Disaster Victim Identification Team » créé en 1988. Il est entré pour la première fois en action lors de la catastrophe impliquant le navire Herald of Free Enterprise. Ce service a alors collaboré à l’identification des victimes ainsi qu’à restituer les restes humains aux familles. Après l’affaire Dutroux, un team permanent a été créé et intégré aux Unités Spéciales. L’équipe est composée de 9 membres permanents (7 fonctionnaires de police et 2 civils) et de 93 membres volontaires. Ces derniers sont des fonctionnaires de police et des civils qui, lors de moments de crise, sont rappelés afin de compléter et de renforcer l’équipe permanente. Le team travaille en étroite collaboration avec plusieurs partenaires tels que la Cellule nationale des personnes disparues, des médecins légistes, le Service d’appui canin spécialisé dans la recherche de restes humains, des odontologues médico-légaux, etc. Actuellement, le DVI se rend en moyenne 170 fois par an sur le terrain pour effectuer entre autres, des « necrosearch » (déterrer des victimes de meurtre ou d’assassinat) et des identifications dans le cadre de dossiers judiciaires ou de disparitions.

### POSA: Pelotons Protection, Observation, Soutien et Arrestation
Ces services décentralisés trouvent leur origine dans les années 80 après la confrontation de la Belgique à une vague de terreur telle que la bande des Tueurs du Brabant wallon. À la suite des nombreuses demandes d’appui, les Pelotons POSA ont dû prendre à leur compte certaines missions de l’ESI et veiller aussi bien au niveau régional que local à apporter une réaction effective à la criminalité organisée. En 1995, les POSA se sont retrouvés sous les ordres directs du commandant de l’ESI et accomplissent, depuis lors, les mêmes missions que l’ESI à l’exception des prises d’otage, des enlèvements, des « fort chabrol » (personne armée retranchée) et des opérations lors desquelles des compétences ou des moyens spécifiques sont exigés. Actuellement, il existe quatre POSA en Belgique : Anvers, Charleroi, Gand et Liège.

### Collaboration internationale
Depuis leur création en 1972, les Unités spéciales ont toujours été impliquées dans une collaboration avec leurs collègues étrangers, tant au niveau européen qu’au niveau international. L’objectif est d’échanger des expériences, de collaborer d’un point de vue technique et tactique ainsi que d’apporter des moyens et du personnel lors d’exercices mais également d’opérations. Les attentats aux États-Unis (septembre 2001), à Madrid (mars 2004) et à Londres (juillet 2005) ont mené à une collaboration plus intense entre les Unités spéciales européennes et à la création du groupe « Atlas » (dont la devise est « All together to protect you »). Entre 2001 et 2008, la DSU a assuré la présidence de cet accord de collaboration européen. À côté de cela, il existe plusieurs autres accords de collaboration internationaux (« Crossborder Surveillance Working Group » et « International Specialist Law Enforcement »).

## Mode d'action
Les hommes du DSU sont entraînés pour réagir à toutes sortes de situations : prises d'otages, attentats, détournements d'avions, arrestations, appui aux autres services de police lors de perquisitions, etc.
La DSU essaie de parvenir à chaque opération à procéder à l'arrestation sans effusion de sang. La citation du commissaire divisionnaire Lievin, chef de la DSU, le montre bien : « Un criminel qui a affaire à l’ESI a plus de chances de s’en tirer vivant qu’un autre, mais il risque moins de s’échapper. » La devise de la DSU le confirme : « Violence minimale, efficacité maximale. »
Par ailleurs, la DSU maintient de nombreux contacts avec ses homologues étrangers, dont le GIGN et le RAID, unités d'élite françaises et l'USP, l'unité d'élite de la police luxembourgeoise.
Quatre décès ont été déplorés depuis la création des unités spéciales, trois en entraînement, un en intervention à Lodelinsart.

## Armement
- Si vous ne connaissez pas le sujet, laissez ce bandeau (vous pouvez alors contacter les auteurs).
- Si vous supprimez le contenu mis en cause (vous pouvez préalablement contacter les auteurs),

argumentez précisément cette suppression dans la page de discussion
(un manque de référence n'est pas un argument ; une recherche réelle de référence doit avoir été effectuée, être formellement documentée).
En 2020 les membres armés de DSU disposent de :
- Pistolets semi-automatiques : Glock 17 et FN Five-seveN
- Pistolets-mitrailleurs :
  - FN P90[4],[5]
  - Heckler & Koch MP5[4][source insuffisante]
  - Heckler & Koch UMP
- Fusil non létal FN 303[6]
- Fusil de police : Remington 870
- Fusils d'assaut : FN SCAR , SIG MCX et Heckler & Koch HK417
- Fusil lance-grenade Heckler & Koch HK69
- Fusils de snipers : Accuracy International Arctic Warfare[4] [source insuffisante] et SAKO TRG-21

En 2022 les membres armés de DSU disposent de :
- Fusils d'assaut : FN SCAR  ET SIG Sauer SIG MCX

- * Pistolets semi-automatiques : Glock 17 et FN Five-seveN

## Dans les médias
Fin décembre 1981 ou début janvier 1982 (la date exacte n'a, semble-t-il, pas été déterminée), des armes sont volées dans l'armurerie de l'ESI ; une partie fut par la suite retrouvée, mais le vol lui-même, apparemment fait avec des complicités au sein de la gendarmerie, n'a jamais été réellement élucidé. Cet épisode, concomitant avec les tueries du Brabant, a été évoqué dans la série 1985, diffusée en 2023.
Une affaire qui avait impliqué la DSU était la prise d'otages dudit Farid le Fou. Réfugié au premier étage d'un café, en plein cœur de Bruxelles, Farid maintenait au départ trois personnes en otage, avec des motifs peu compréhensibles. Deux des otages ont été libérés par Farid. C'est, comme souvent, à l'usure que la DSU est parvenue à déloger Farid. Certaines sources évoquent le placement d'un micro minuscule dans le thermos de café qui avait été réclamé, et qui avait permis de détecter l'endormissement.
Une des plus grosses opérations policières belges a eu lieu en 2003, au château de Forchies-la-Marche. Au terme d'une longue enquête qui avait établi les liens entre le château et la Mafia, une opération de grande envergure a été menée, impliquant des centaines de policiers, l'Escadron spécial d'intervention, l'appui canin, des hélicoptères de la Police fédérale ainsi qu'un déploiement de l'armée. L'assaut suivi d'une perquisition assistée par la Protection civile a permis de découvrir le plus grand arsenal d'armes et d'explosifs depuis la guerre.
L'affaire célèbre la plus récente concerne l'arrestation du « roi de l'évasion », Kapllan Murat, en 2006. Ce dernier, au terme d'un congé pénitentiaire d'un week-end, n'est pas retourné à la prison. Blessé par un policier local, il a tenté de se soustraire aux autorités. C'est alors que la DSU a pris en charge l'opération. Les négociateurs ont tenté d'organiser en vain deux rendez-vous (il n'a pas eu la possibilité matérielle d'arriver à temps au premier, et s'échappa lors du second). On a assisté à une méthode tout à fait différente entre la DSU et le parquet : alors que la première unité préférait attendre, la police menait de nombreuses perquisitions et précipitait les choses. C'est Kapllan qui va prendre contact avec le négociateur des unités spéciales pour fixer un rendez-vous. Il expliquera plus tard dans une lettre ouverte avoir voulu faire le cadeau de son arrestation à la DSU et non à la police de Nivelles. L'ex-ESI a, en contrepartie, permis une rencontre avec son épouse seul à seul. Enfin, Kapllan a émis le souhait, à sa sortie de prison, de serrer la main du chef de l'opération de la DSU pour le remercier de sa « correction exemplaire. »
Au mois de juillet 2006, un policier de la DSU a ouvert le feu sur un individu ayant fait l'objet d'une filature par la DSU. Une fois son véhicule arrêté par un barrage, encerclé par des policiers, celui-ci a tenté de prendre la fuite. C'est alors que le policier a fait feu blessant ainsi le conducteur.
Le 15 janvier 2015, ils procèdent au démantèlement de la cellule terroriste de Verviers en lien avec l'organisation état islamique.
Le 18 mars 2016, ils interviennent lors de l'arrestation de Salah Abdeslam, le blessant à la jambe.
Le 18 mars 2024, des agents de la DSU ont été pris pour cible par un suspect de trafic d'armes et de drogue lors d'une perquisition à Lodelinsart, Charleroi. Un agent a été tué et deux autres ont été grièvement et légèrement blessés. Le tireur a également été tué.